# 디스타길 사르

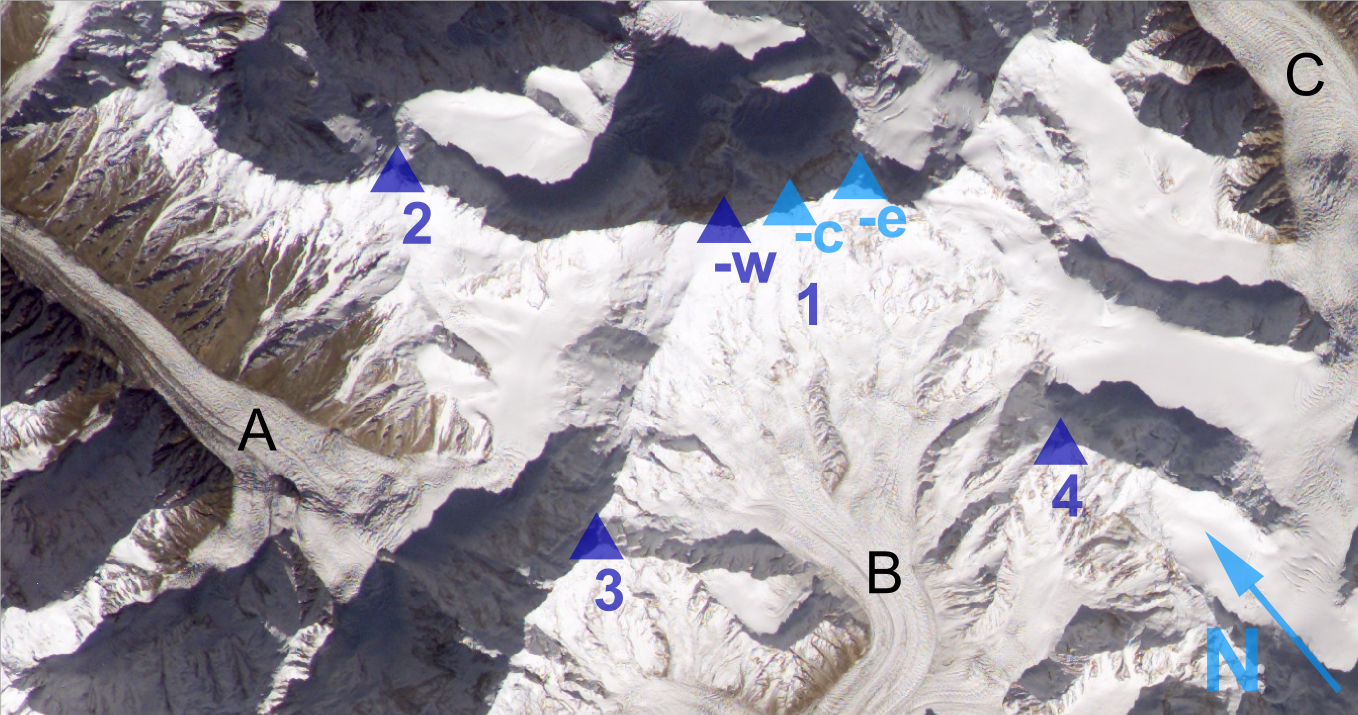

디스타길 사르(우르두어: دستاغل سر)는 파키스탄 길기트발티스탄 카라코람산맥 지역의 심샬계곡에서 가장 높은 산이다. 지구에서 19번째로 높은 산이며 파키스탄에서는 7번째로 높은 산이다. 디스타길 사르는 안쪽 목장 위를 의미하는 와키어 단어이다. 높이는 7,885미터에 달한다.
디스타길 사르는 1960년 울프강 스테판 주도의 오스트리아 탐험대 소속 Günther Stärker와 Diether Marchart가 처음 등산하였다. 이들은 남쪽면의 서쪽 부분을 등산하였고 남서부 산등성이를 타고 올라가면서 정상에 올랐다. 그보다 3년 전인 1957년 잉글랜드의 탐험대는 남쪽에서 서쪽으로 등산을 시도하였으나 기후 문제로 인해 실패하였다.

## 참고 자료
- Hohe Siebentausender (in German)
- The Himalayan Index